# Daniele Ranzoni

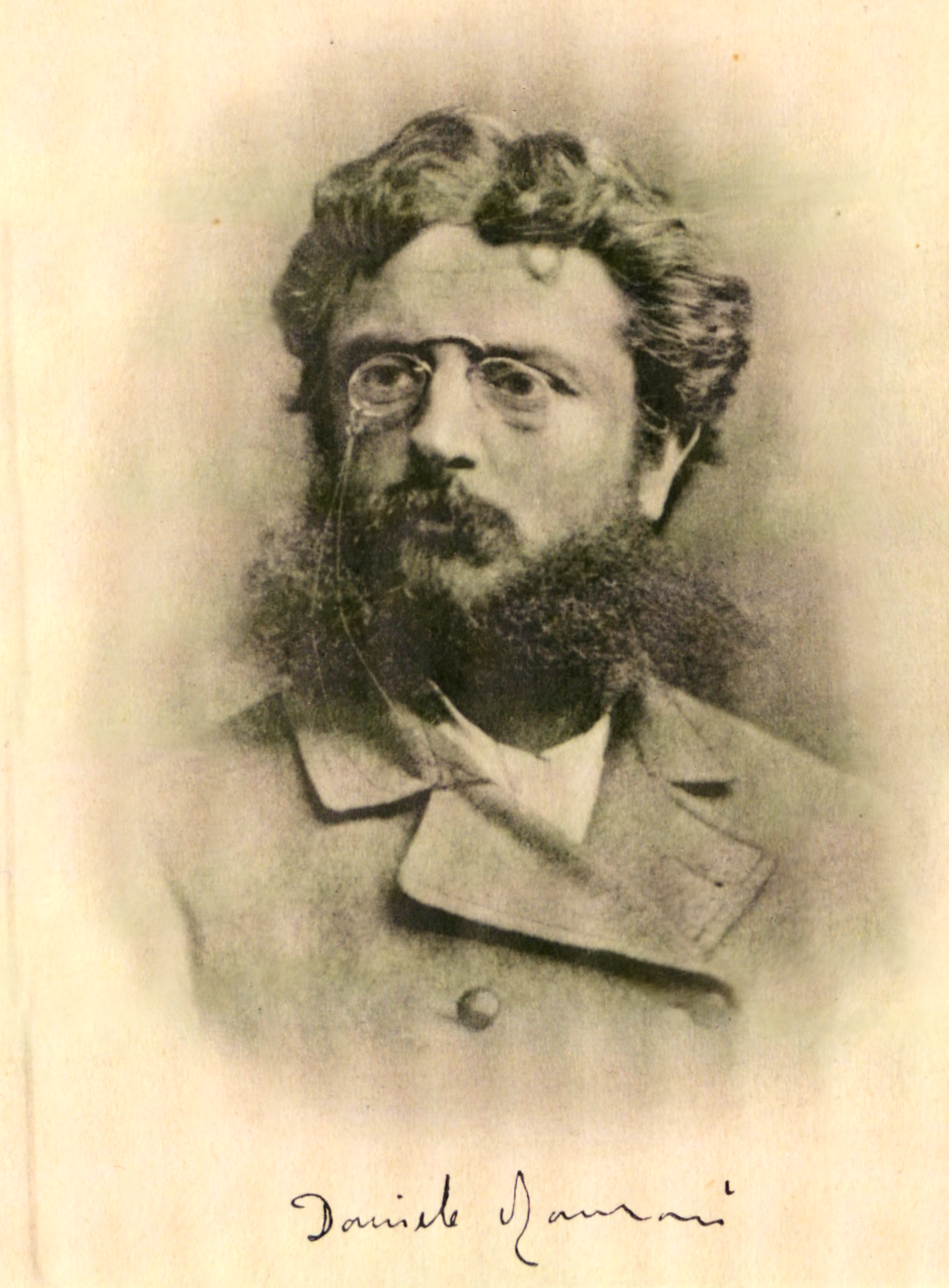
Daniele Ranzoni um 1874

Giovanni Daniele Ranzoni (* 3. Dezember 1843 in Intra, Königreich Sardinien-Piemont; † 20. Oktober 1889 ebenda) war ein italienischer Maler der Scapigliatura.

## Leben
Ranzoni, Sohn des Schuhmachers Francesco Ranzoni und dessen Ehefrau, der Hebamme Elisabetta Franzosini, zeigte frühes Talent zum Malen, das von seinem zehnten Lebensjahr bis 1856 in abendlichen Kursen bei dem Maler Luigi Litta (1813–1891) gefördert wurde. 1856 schrieb er sich im Alter von 13 Jahren an der Zeichenschule der Accademia di Belle Arti di Brera in Mailand ein. Zwischen 1858 und 1864 besuchte er abwechselnd die Accademia Albertina in Turin, wo ihn Andrea Gastaldi (1826–1889) unterwies, und die Mailänder Kunstakademie, wo 1862–1864 Giuseppe Bertini sein Lehrer war.
1864 ließ er sich in Intra nieder. Ein Antiquitätenhändler stellte ihm eine Dachkammer als Atelier zur Verfügung. Kontakte zu der internationalen Aristokratie, die in den Villen am Lago Maggiore lebte (die Markgrafen Della Valle di Casanova, die Barone Francfort in Pallanza und die Fürsten Trubezkoi), verschafften ihm erste Aufträge. Zusammen mit dem Fotografen und Maler Giacomo Imperatori (1837–1888) gründete er in Intra den Circolo dell’Armonia, eine Scapigliatura-Gruppe von Künstlern, Musikern und Intellektuellen.

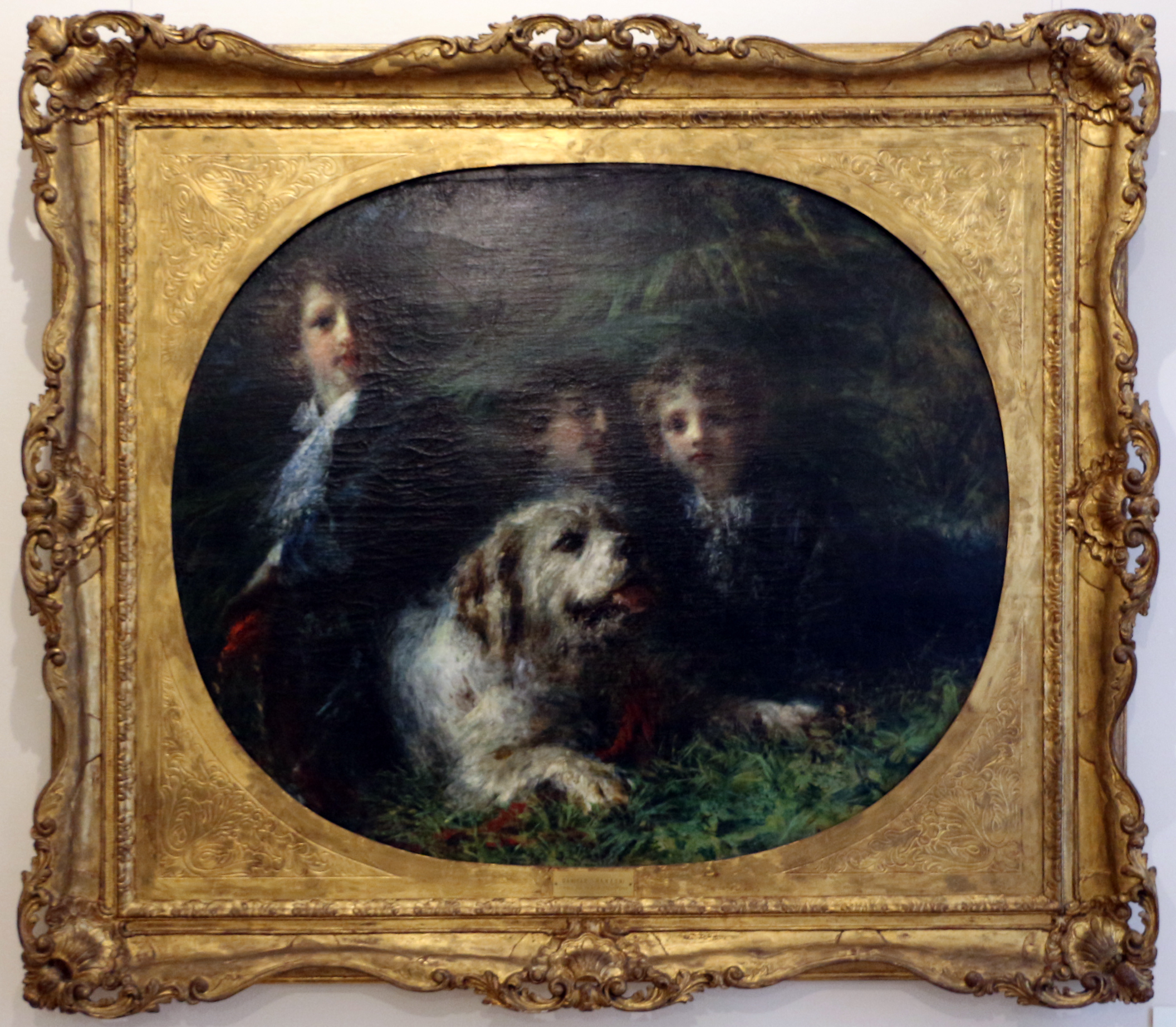
Die Kinder des Fürsten Trubezkoi, 1874

1868 ging er nach Mailand, wo er sich der dortigen Scapigliatura-Bewegung anschloss und von Tranquillo Cremona empfangen wurde. Zwischen 1873 und 1877 besuchte Ranzoni regelmäßig die Villa des Fürsten Pjotr Petrowitsch Trubezkoi (1822–1892) in Ghiffa, wo er Freunde der Scapigliatura einlud und Lehrer ihrer drei Söhne Piero, Paolo und Luigi wurde.
1877 zog Daniele Ranzoni auf Einladung der Familie des britischen Admirals Mervyn Medlycott (1837–1908), die mit den Trubezkois Urlaub machte, nach England in die Grafschaft Somerset. Auch dort porträtierte er Personen des Adels und neuen Bürgertums. 1879 kehrte er verbittert nach Italien zurück, nachdem drei Gemälde, die er zur Sommerausstellung der Royal Academy of Arts eingereicht hatte, abgelehnt worden waren.

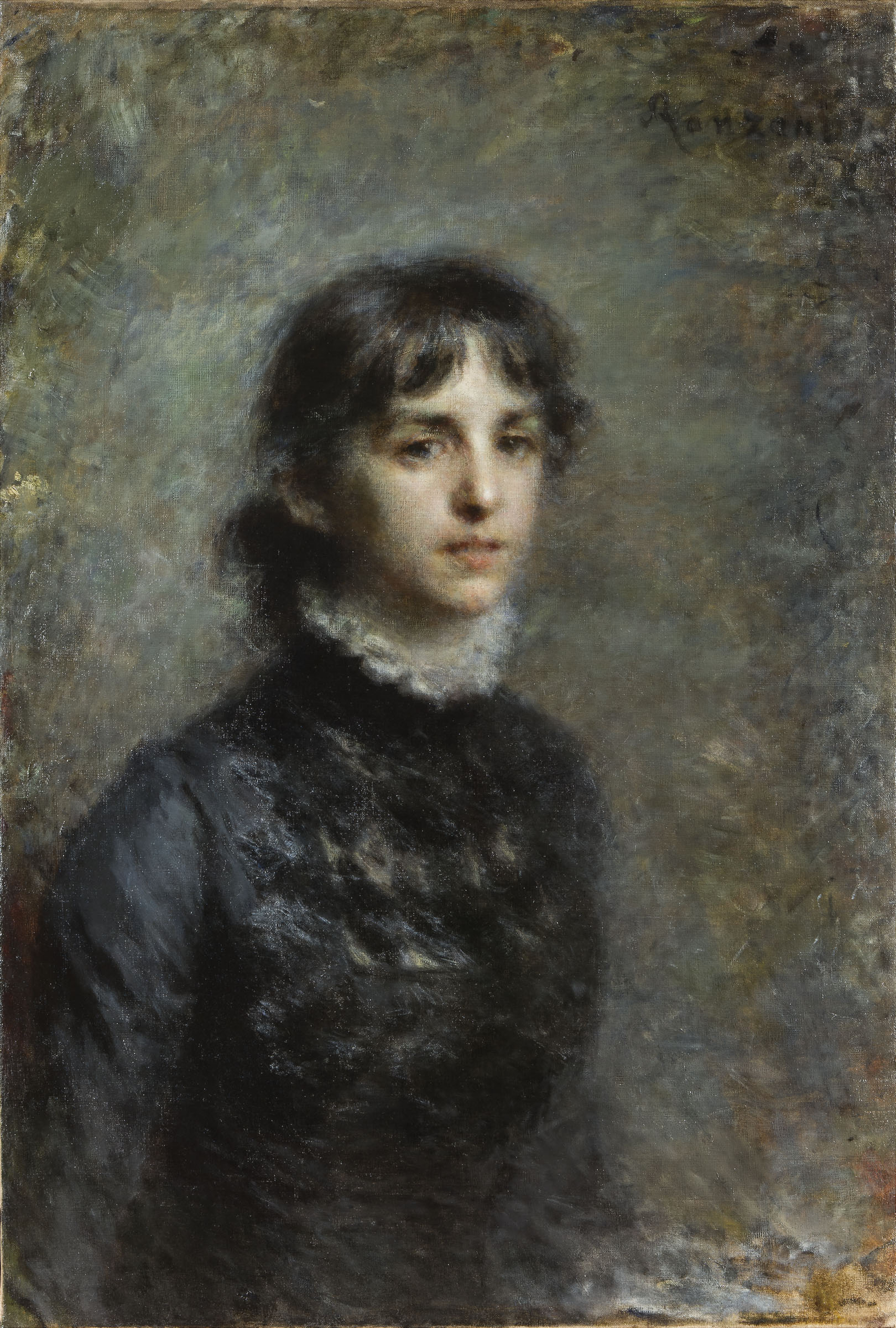
Antoinette de Saint Léger, 1886

Zu Beginn der 1880er Jahre geriet Ranzoni in eine schwere Krise. Nach abwechselnden Phasen von Inaktivität und Aktivität wurde er in eine psychiatrische Klinik eingewiesen.
Zwischen 1885 und 1886 lebte er als Gast von Antoinette und Richard Flemyng de Saint Léger (1858–1922) auf den Brissago-Inseln, schließlich zurückgezogen wieder in Intra, wo er 1889 starb.
Die Ästhetik seiner Bilder wurde von der zeitgenössischen Kunstkritik als antibürgerlich und „nachlässig gemalt“ wahrgenommen. Die Kunstwissenschaft würdigte sein Œuvre als einen bedeutenden Beitrag zur Entwicklung der lombardischen Malerei im Porträtgenre hin zum Impressionismus und Divisionismus. Seine lyrische Auffassung der Porträtierten und seine weiche Maltechnik, die durch Verreiben der Farben entstand, hoben ihn hervor.